# Wisa
WISA is een Nederlands leverancier van sanitaire materialen zoals een spoelsystemen en toebehoren, keramiek, toiletzittingen en wellness producten. Het bedrijf heeft verkoopkantoren in Nederland en Duitsland. Het hoofdkantoor is anno 2025 gevestigd in Nijmegen.

## Geschiedenis

### 1865 - 1955
Op 3 januari 1865 stichtte de heer Wolf Joseph Stokvis in de binnenstad van Arnhem een metaalbewerkend bedrijf: N.V. W.J. Stokvis Fabriek van Metaalwerken. In de beginjaren legde het bedrijf vooral de nadruk op de vervaardiging van verlichtingsornamenten.
In 1903 werd de eerste gietijzeren stortbak geproduceerd. Deze gietijzeren stortbakken werden geproduceerd (met een onderbreking tijdens de Tweede Wereldoorlog) tot begin jaren vijftig toen voorzichtig begonnen werd met de verwerking van kunststoffen.
In 1910 werd oprichter Stokvis benoemd tot ridder in de Orde van Oranje Nassau. Twee jaar later bezochten koningin Emma en Prins Hendrik zijn fabrieken aan de Oude Kraan en de Vijfzinnenstraat en werd het predikaat "Koninklijke" verleend. Op dat moment had het bedrijf naast de 2 fabrieken diverse depots waaronder in Amsterdam, Rotterdam, Den Haag maar ook in Parijs en Londen. 

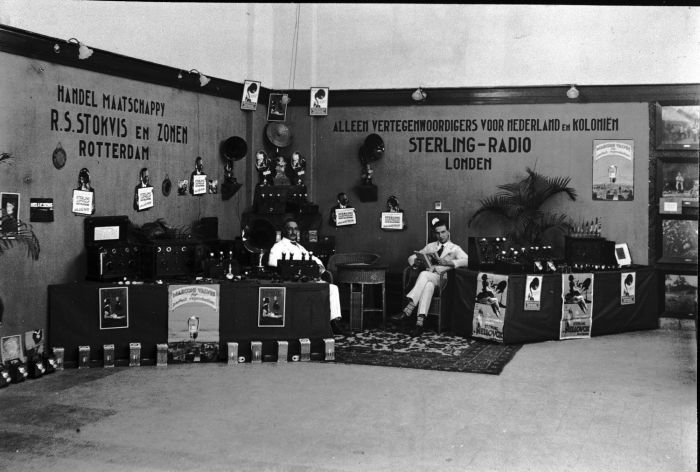
De stand van Handel Maatschappij R.S. Stokvis en Zonen op de Jaarbeurs in Bandoeng

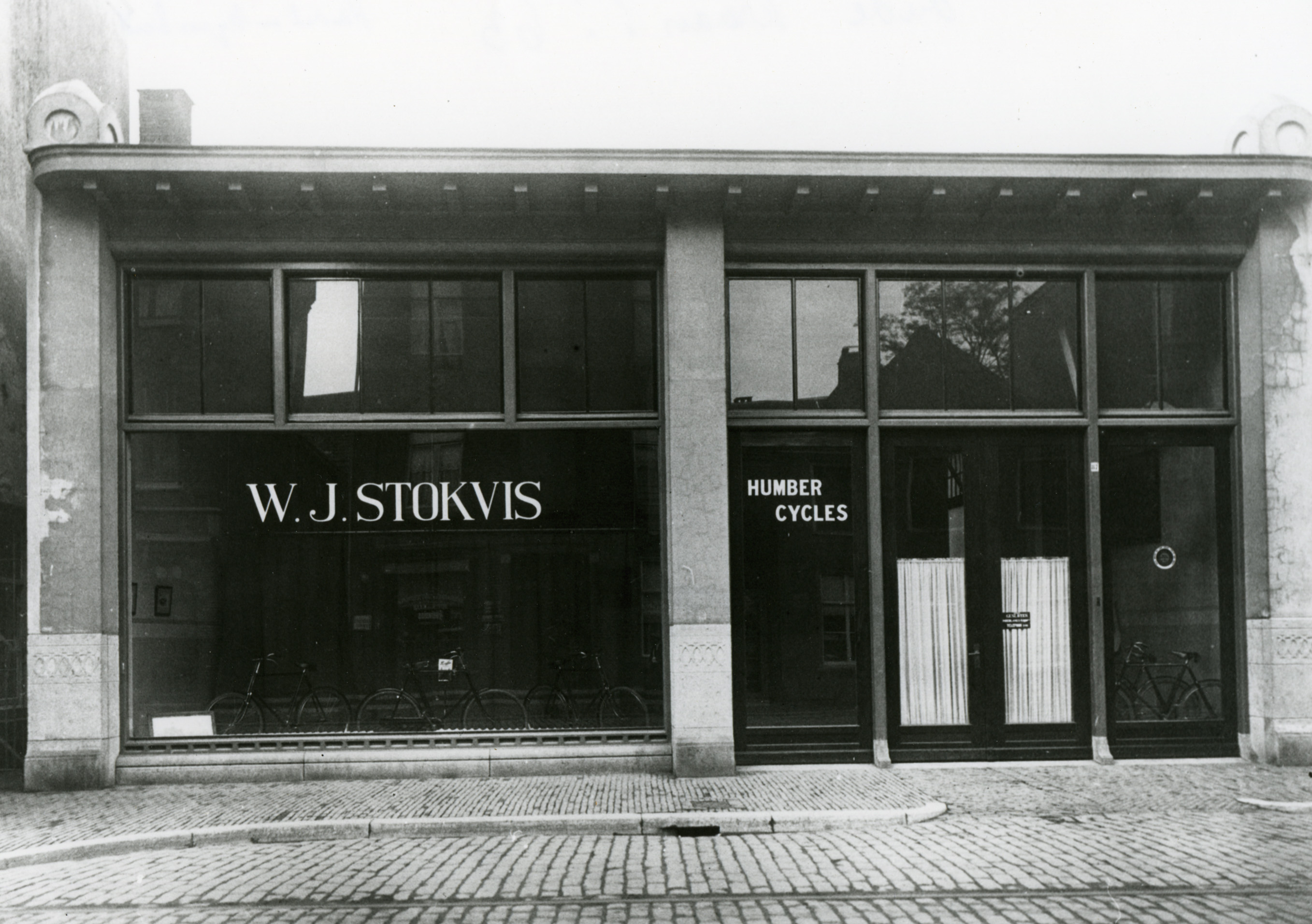
Oude_pand_FaW.J._Stokvis

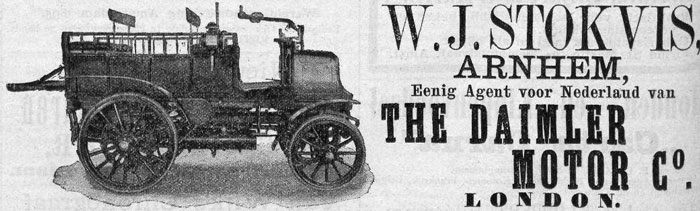
Daimler-1898-08-20-Ned-Sport-2-1

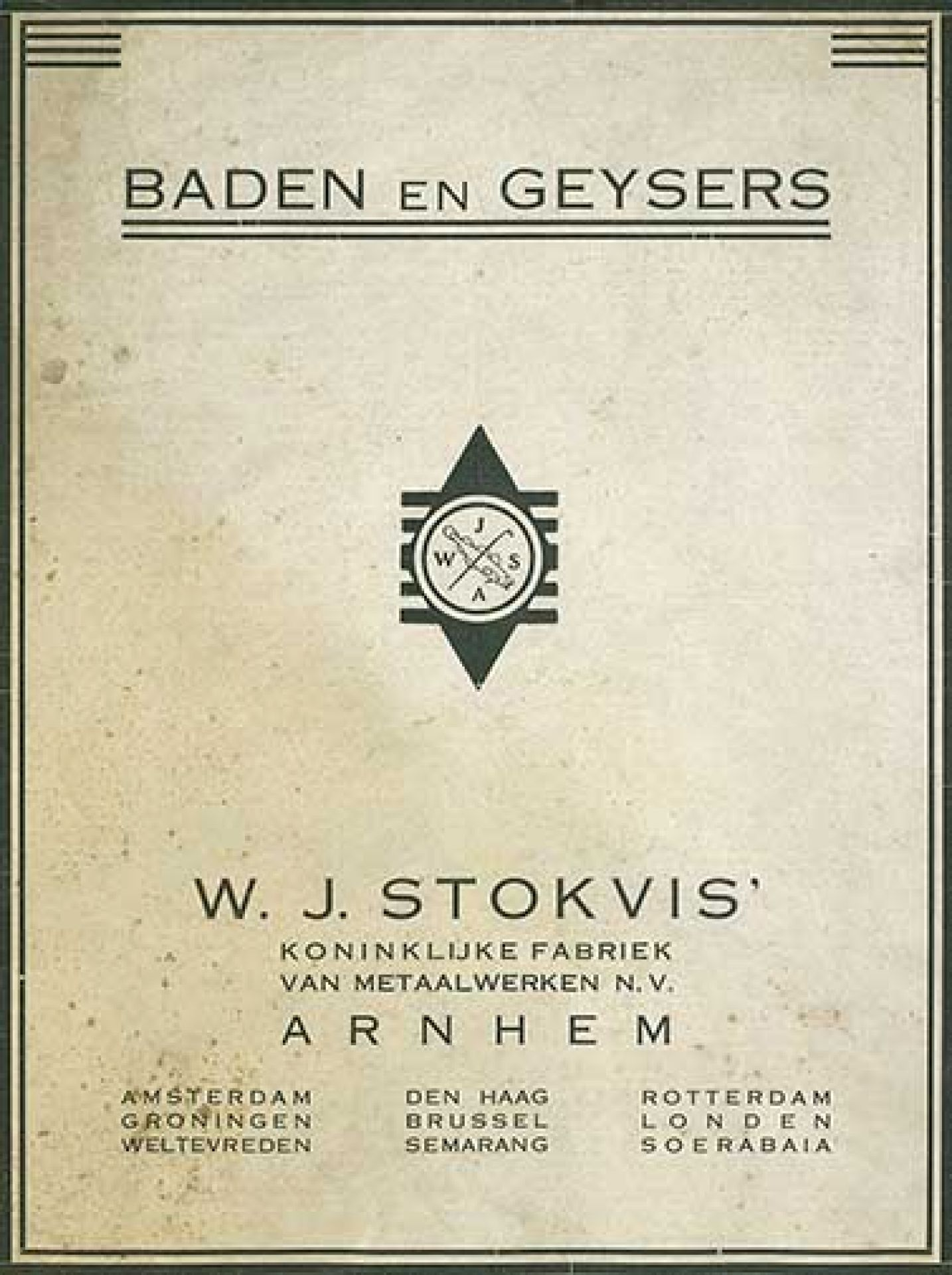
WJStokvis_Baden-en-Geisers_1920x1920

In 1920 bereikte oprichter Stokvis de leeftijd van 80 jaar. Ter ere van zijn verjaardag boodt hij zijn kantoopersoneel een premievrij ouderdoms- en weduwen/wezen pensioen aan. De werklieden kregen als cadeau een week salaris extra. 
In 1921 werd de eerste vestiging op Indonesië geopend, in Soerabaja, later gevolgd door Weltevreden , Semarang (stad) en Djocja. Het bedrijf verkreeg opdrachten voor de levering en productie van verlichtingsornamenten en kronen vanuit de hele wereld, waaronder de universiteit van Kaapstad en de onderkoning van Brits Indië en het Keizerlijk paleis in Wenen. 
Het bedrijf verbreedde haar activiteiten en startte met de productie van sanitaire artikelen, ventilatoren en elektrische apparaten. De verkoop van de sanitair producten gebeurde onder de merknaam WISA. Deze merknaam was opgebouwd uit de initialen van zijn zoon Willem Isaac Stokvis plus de eerste letter van de vestigingsplaats Arnhem. 
In 1925 overleed oprichter Stokvis op 85 jarige leeftijd. Zijn zoon P.J. Stokvis , die al 40 jaar in het bedrijf actief was, nam op dat moment het bedrijf over. Ook hij werd overigens later benoemd tot Ridder in de Orde van Oranje Nassau

In de jaren daarna breidde het bedrijf verder uit , werd importeur van een aantal automerken waaronder Daimler en opende het vestigingen in andere delen van de wereld waaronder een aantal op Java.  

Anno 1950 verbreedde het bedrijf haar productaanbod en startte met de productie van televisietoestellen (onder de merknaam Vedusa) en antennes voor radio en televisie. Ook was het bedrijf betrokken bij de eerste televisieuitzendingen middels de haar eigen Wisa PAB 5 zender

### 1955 - 1998
In 1955 vond een fusie plaats tussen de bedrijven W.J Stokvis Arnhem, IJzerhandel gebroeders van Campen uit Nijmegen en Bolte&Gorter uit Groningen. De aandelen van W.J. Stokvis ondergebracht in een nieuw bedrijf, de NV Verenigde  Industrie en Handelsmaatschappij Vihamij en dit bedrijf werd genoteerd aan de Amsterdamse beurs. 
In 1968 besloot het Amerikaanse bedrijf Simmonds Precision om alle aandelen W.J Stokvis over te kopen van eigenaar Vihamij. Vervolgens fuseerden de Amerikanen de bedrijven W.J Stokvis en de Nederlandse vestiging van Simmonds Precision uit Brummen (producent brandstofsystemen voor de F16 vliegtuigen en kaartjesmachines voor trams en bussen)
De overname zorgde er wel voor dat het predikaat Koninklijke niet meer gevoerd mocht worden door het bedrijf. 
Halverwege de jaren zeventig kwam de Nederlandse tak van Simmonds Precision in de problemen en volgden massa ontslagen bij de fabrieken in Arnhem en Brummen. 
In 1983 werd W.J. Stokvis opnieuw een Nederlands bedrijf. Het handelsmerk WISA werd toen ook de bedrijfsnaam. 
Zes jaar later werd het bedrijf eigendom van de N.V. Koninklijke Sphinx Gustavsberg in Maastricht. 

### 1999 - heden
Eind 1999 kwam WISA in handen van het Australische beursgenoteerde concern GWA International, Ltd. waarvan het hoofdkantoor is gevestigd in Brisbane, Australië. 
In de periode 2010 – 2016 was WISA weer in Nederlandse handen als onderdeel van Wicon Industries BV. 
Sinds Mei 2016 is Wisa een onderdeel van Fluidmaster, de wereldwijde marktleider in vlotterkranen met vestigingen over de hele wereld.

## Oude fabriek in Arnhem
De oude leegstaande Stokvisfabriek aan de Oeverstraat in Arnhem kreeg in 1965 zestig een nieuwe bestemming in de vorm van een poppodium en jongerencentrum onder de naam Stokvishal, bijnaam was het “Paradiso van het Oosten” . 
In 1985 werd de oude fabriek afgebroken om plaats te maken voor nieuwbouwwoningen (Stadsvernieuwingsplan Nieuwe Weerdjes)

## Externe bron
Officiële website
- RKD-Nederlands Instituut voor Kunstgeschiedenis: 90510